# Mont Kannon
Le mont Kannon (観音岳, Kannon-dake) est une montagne culminant à 932 m d'altitude dans les monts Hidaka en Hokkaidō au Japon. Il doit son nom à Kannon, le bodhisattva associé avec le concept de compassion dans le bouddhisme d'Asie de l'Est.